# 당신자신과 당신의 것
《당신자신과 당신의 것》은 2016년에 개봉한 대한민국의 영화이다.

## 캐스팅
- 김주혁 : 김영수 역
- 이유영 : 소민정 역
- 김의성 : 김중행 역
- 권해효 : 박재영 역
- 유준상 : 이상원 역
- 백현진 : 진영 역
- 공윤영 : 성주 역
- 조웅 : 장완 역
- 서현정 : 주현 역
- 장자영 : 정우 역
- 공민정 : 소연 역